# Manel (banda)
Manel es un grupo de Barcelona de música pop originario de Cataluña que canta en catalán. Lanzaron al mercado su primer álbum en 2008. Definen su estilo como pop, si bien en su música se perciben elementos propios de la música folk. A juicio de algunos críticos, guardan elementos estilísticos en común con otros artistas catalanohablantes como Pau Riba, Jaume Sisa y Antònia Font.

## Historia

### Inicios
Los componentes del grupo se conocieron en su época escolar, en el colegio barcelonés Costa i Llobera. Se dieron a conocer en el concurso de maquetas Sona9 de 2007, en el que quedaron finalistas y ganaron el Premi Joventut; con el importe recibido costearon la grabación de su álbum de debut.

### Els millors professors europeus
En 2008 lanzaron su primer disco bajo el título de Els millors professors europeus ("Los mejores profesores europeos"), que hace referencia a un verso de la canción Pla quinquennal. El álbum, grabado en los Estudis Nòmada 57 entre junio y octubre de 2007 y publicado por Discmedi, fue bien valorado por la crítica. La revista catalana Enderrock le otorgó el premio al mejor disco pop-rock del año. Rockdelux lo clasificó en su número de enero de 2009 como el tercer mejor disco español del año y la revista MondoSonoro lo ubicó en el séptimo puesto en la misma categoría.
El vídeo del tema Dona estrangera, dirigido por Sergi Pérez, ganó el premio al mejor videoclip del festival Cinemad de 2008.
Además de las canciones de Els millors professors europeus, en los conciertos de Manel se hicieron frecuentes, entre otras, las versiones de No t'enyoro de Els Pets, La tortura de Shakira y Common People de Pulp.
En poco tiempo, los Manel se convirtieron en un fenómeno sociológico en la zona lingüística catalana, erigiéndose en abanderados de una nueva hornada de grupos de pop en lengua catalana entre los que cabe destacar por sus cifras de ventas Els amics de les arts. Els millors professors europeus alcanzó la certificación de disco de oro, con más de 30 000 copias vendidas.

### 10 milles per veure una bona armadura
El 15 de marzo de 2011, el cuarteto lanza al mercado su segundo trabajo con el título 10 milles per veure una bona armadura (en castellano, "10 millas para ver una buena armadura"). El título es una alusión a una frase que pronunciaba Kenneth Branagh en Mucho ruido y pocas nueces. En su primera semana alcanza el número uno en la lista de ventas de discos en España, con más de 10 000 copias, hecho que no ocurría con un disco en catalán desde 1996, con el disco Banda sonora d'un temps, d'un país, de Joan Manuel Serrat. Este segundo álbum también fue lanzado en una edición en vinilo.

### Atletes, baixin de l'escenari
Atletes, baixin de l'escenari (en castellano, Atletas, bajen del escenario, referencia a una frase dicha por Constantino Romero en la ceremonia de clausura de los Juegos Olímpicos de Barcelona 1992) es su tercer álbum de estudio, publicado por Discmedi y distribuido por Warner Music en formato CD, vinilo y digital. El disco salió a la venta el 16 de abril de 2013. En la primera semana a la venta, el disco llegó al número uno en la lista de ventas de Promusicae en España, con más de 10 000 copias vendidas.

### Jo competeixo
El 1 de marzo de 2016 Manel anunció a través de un comunicado de prensa el lanzamiento de su cuarto disco de estudio, titulado Jo competeixo (en castellano, Yo compito), que se publicó el 8 de abril y consta de once canciones, grabadas entre noviembre y diciembre de 2015. Con este trabajo, el sonido del grupo se abría a registros más electrónicos, y contaba también con la singularidad de que por primera vez el cuarteto contaba con un productor musical externo, el estadounidense Jake Aron. El primer sencillo, Sabotatge, se publicó el 11 de marzo. La gira de presentación arrancó con un concierto-ensayo en la sala Salamandra de l'Hospitalet de Llobregat el 6 de mayo de 2016.
Una semana después de su lanzamiento, el disco se situó en el primer puesto del listado oficial de ventas de discos de España, así como en el encabezamiento del ranking de iTunes. De este modo, Manel se convirtió en el primer grupo en conseguir tres entradas consecutivas en la cima del ranking de ventas estatal con tres álbumes cantados en catalán.

### Per la bona gent
El 5 de septiembre de 2019 la banda lanzó Per la bona gent, primer sencillo de lo que sería su nuevo álbum, el día 12 se confirmó la fecha de publicación y nombre del nuevo trabajo, que repitió el título del sencillo, Per la bona gent. El 24 de septiembre se dio a conocer el segundo sencillo, denominado Boy Band.
El álbum fue publicado en su totalidad el 4 de octubre de 2019. El trabajo consta de 12 canciones con diversos ritmos que van desde la música electrónica hasta indie, rap o hip-hop también se contó con la colaboración de artistas como Jaume Sisa, junto con la inclusión de fragmentos de otros cantantes como María del Mar Bonet.

### L'amant malalta
El 11 de marzo de 2021 Manel publicó por sorpresa la canción L'amant malalta, sencillo al que seguiría Tipus suite y que culminaría junto a La jungla en un EP de 3 canciones, publicado finalmente el 16 de abril de 2021, en un formato de siete pulgadas de edición limitada.

## Miembros
- Guillem Gisbert: voz principal, ukelele y guitarra.[7]

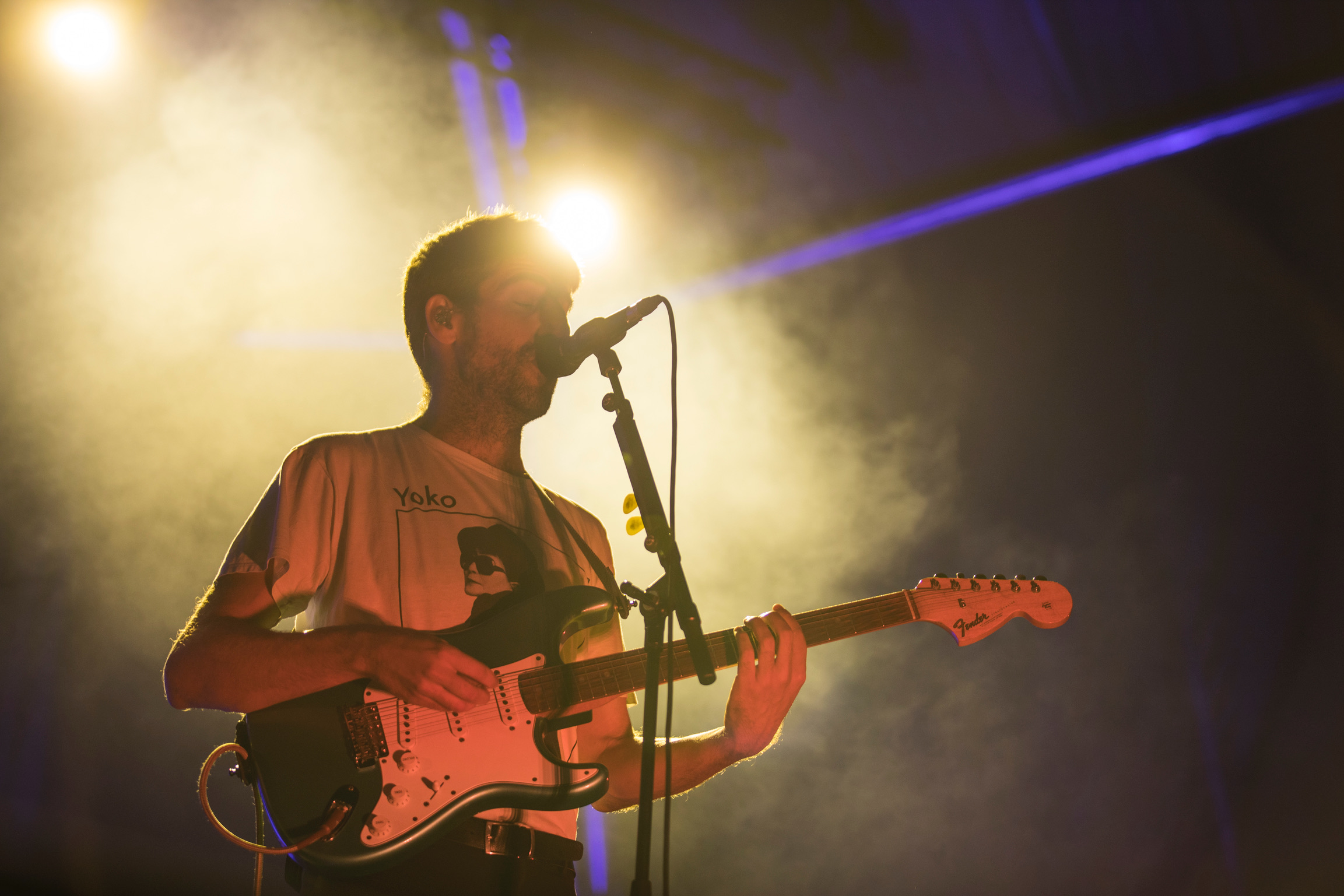
Guillem Gisbert

- Arnau Vallvé: voz, batería, percusión y programaciones MIDI.[7]

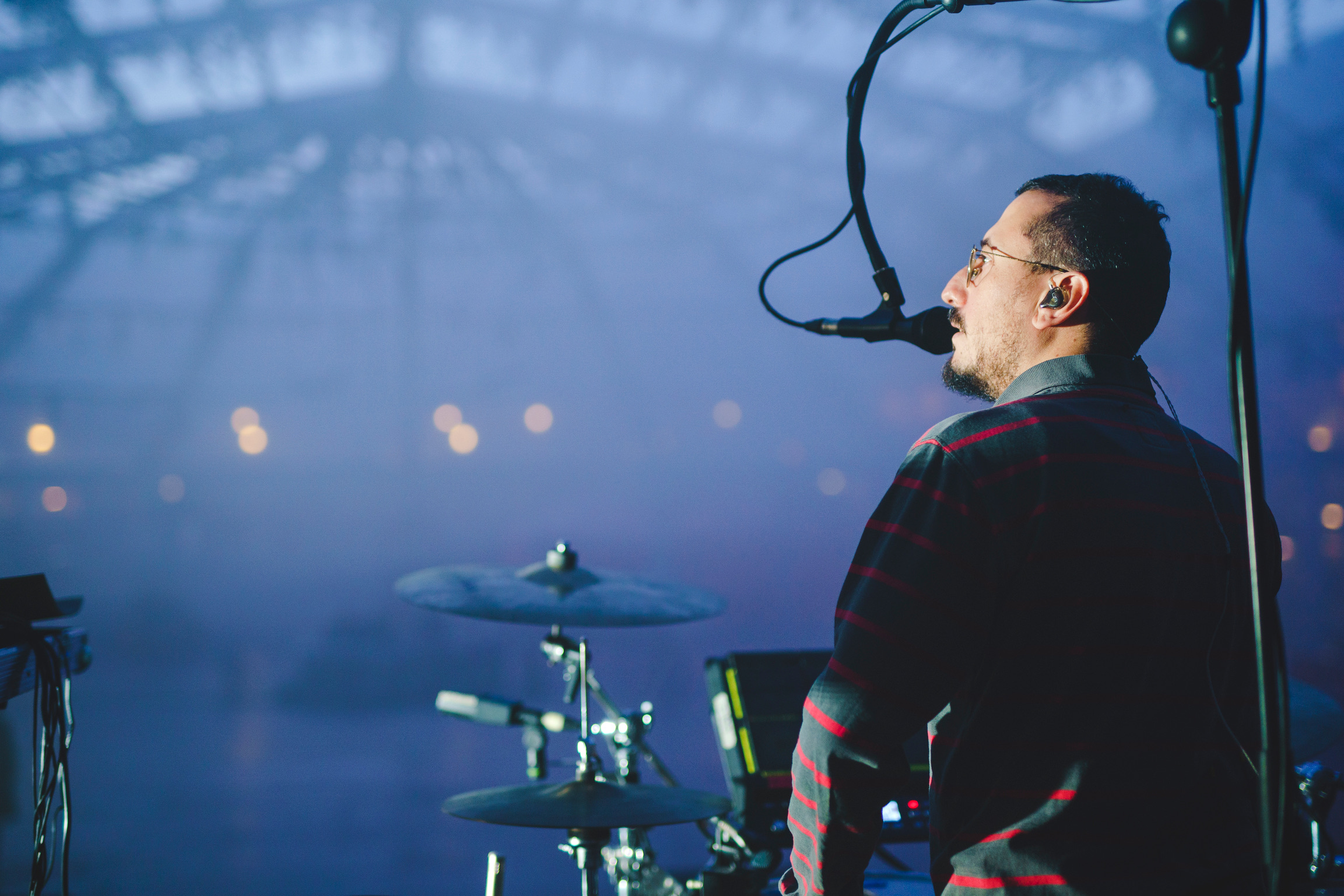
Arnau Vallvé

- Martí Maymó: voz, bajo, contrabajo, clarinete y flauta dulce.[7]

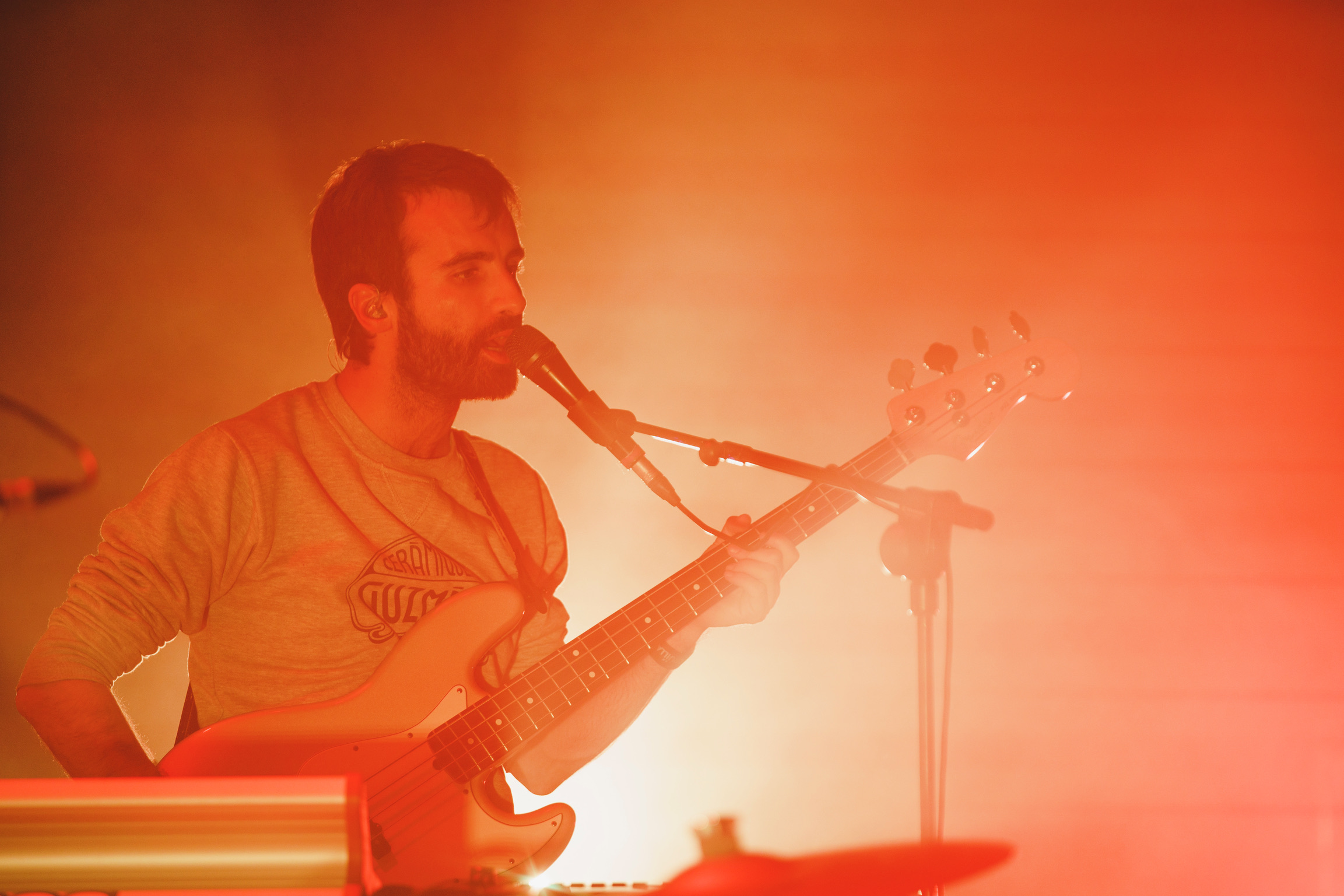
Martí Maymó

- Roger Padilla: voz, guitarra, banjo, melódica, mandola, ukelele y programaciones MIDI.[7]

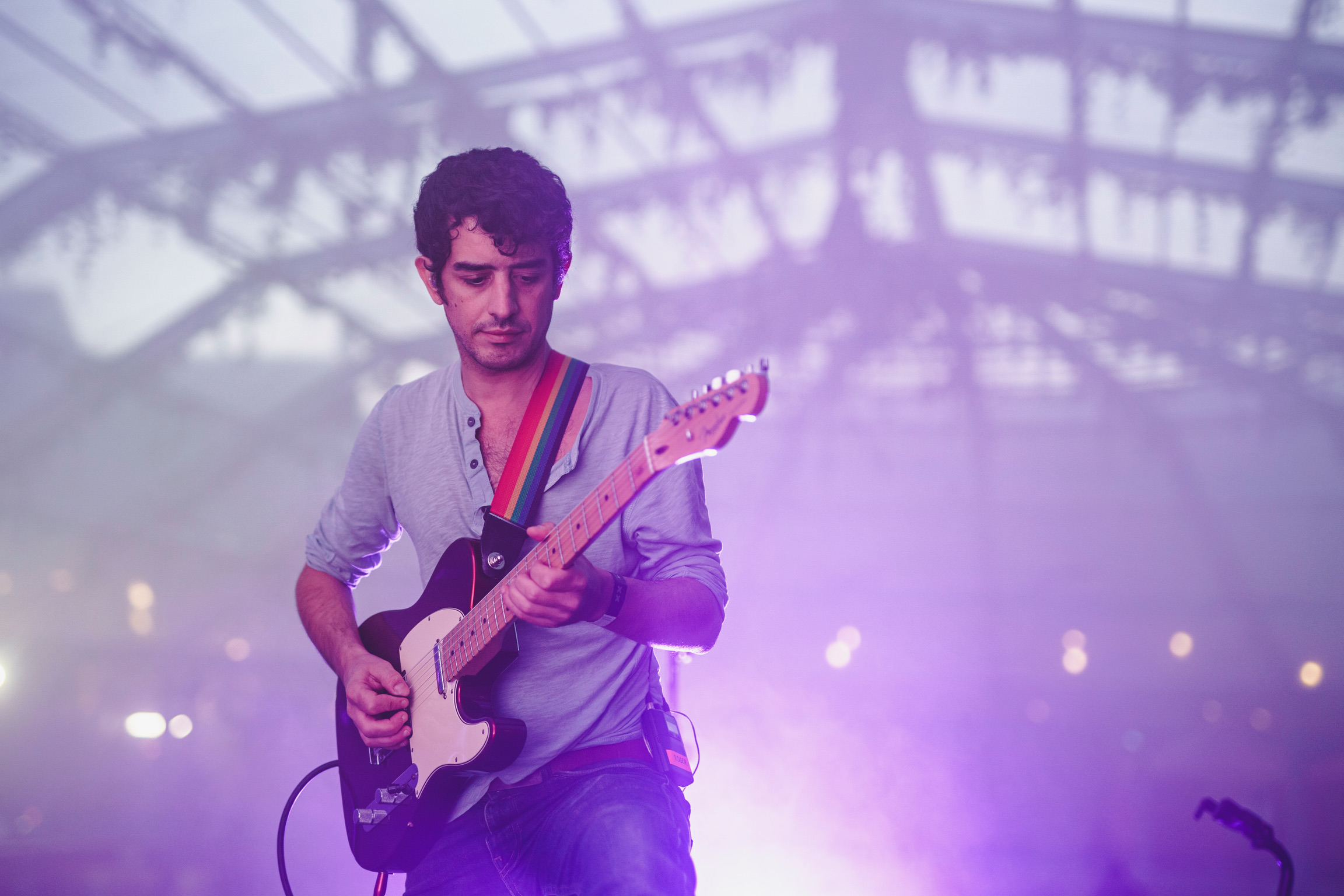
Roger Padilla

## Discografía
- Els millors professors europeus (2008)
- 10 milles per veure una bona armadura (2011)
- Atletes, baixin de l'escenari (2013)
- Jo competeixo (2016)
- Per la bona gent (2019)
- L'amant malalta (2021)